# Lucian-Eduard Simion
Lucian-Eduard Simion (n. 12 iunie 1961) este un deputat român, ales în 2016. 